# Farid Simaika
Farid Simaika (Alejandría, Egipto, 12 de junio de 1907-Macasar, Indonesia, 11 de septiembre de 1943) fue un clavadista o saltador de trampolín egipcio especializado en plataforma de 10 metros y trampolín de 3 metros, donde consiguió ser subcampeón y medallista de bronce olímpico en 1928, respectivamente.

## Carrera deportiva
En los Juegos Olímpicos de 1928 celebrados en Ámsterdam (Países Bajos) ganó la medalla de plata en los saltos desde la plataforma de 10 metros, con una puntuación de 98 puntos, tras el estadounidense Pete Desjardins y por delante de otro estadounidense Michael Galitzen; y también ganó el bronce en los saltos desde el trampolín de 3 metros.